# Chloroclystis horticolaria
Chloroclystis horticolaria là một loài bướm đêm trong họ Geometridae.